# Conde (Paraíba)
Conde é um município brasileiro, localizado na Região Metropolitana de João Pessoa, estado da Paraíba.

## Geografia

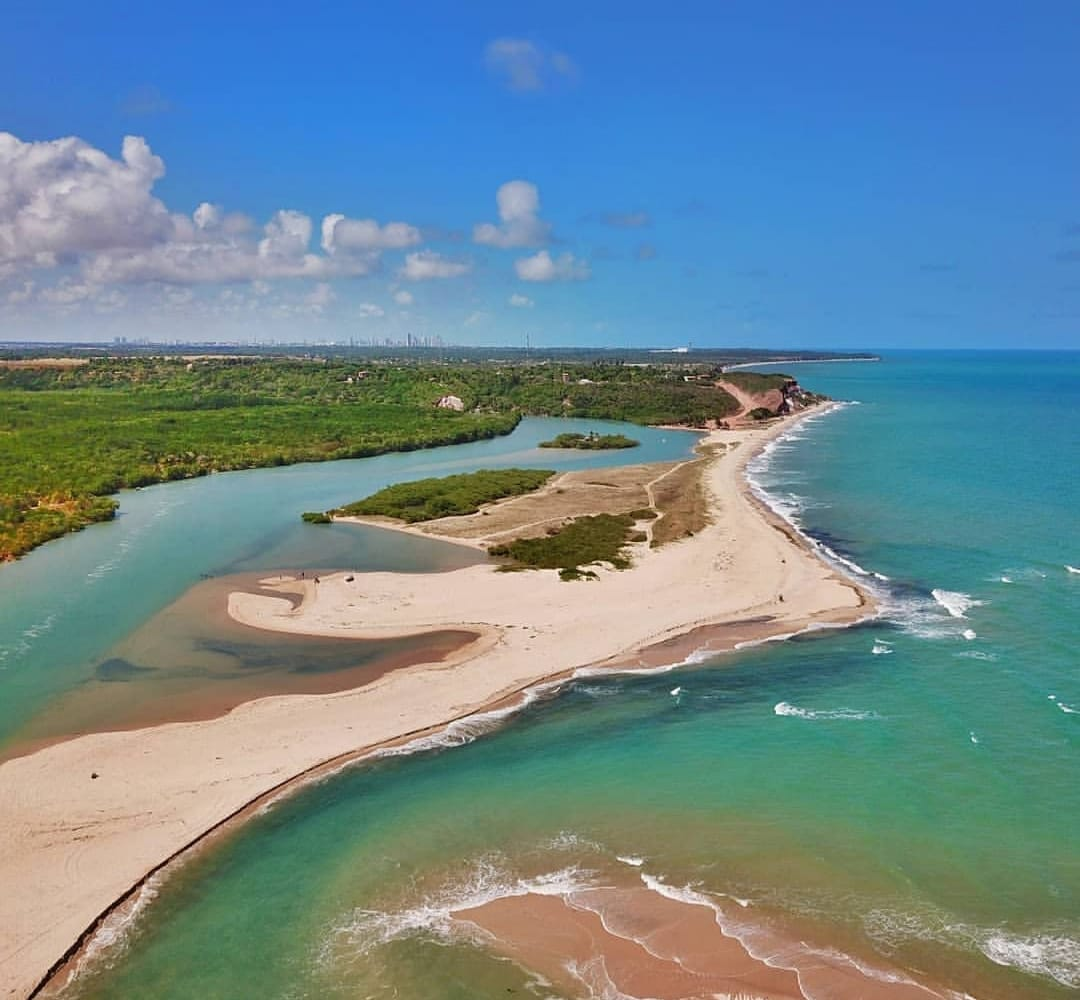
Foz do rio Gramame, entre as praias de Barra de Gramame (João Pessoa) e Barra de Gramame Sul (Conde)

Banhado a leste pelo Oceano Atlântico, Conde possui 17,41 km de litoral e se limita com os municípios de João Pessoa a norte; Pitimbu a sul e, a oeste, com Alhandra e Santa Rita. Seu território ocupa 171,267 km² de área (0,3033% do território paraibano), dos quais 19,8217 km² constituem áreas urbanas. A distância rodoviária da cidade até João Pessoa, capital estadual, é de 24 km.

## relevo
O relevo do município é constituído pelos tabuleiros costeiros, com platôs de origem sedimentar. O tipo de solo predominante é o podzólico vermelho-amarelo, chamado de luvissolo no atual Sistema Brasileiro de Classificação de Solos (SBCS). Todo o território municipal está inserido no bioma da Mata Atlântica.

## hidrografia
No tocante à hidrografia, o município possui seu território inserido nas bacias hidrográficas dos rios Gramame e Graú. O Rio Gramame serve de limite natural entre os municípios de João Pessoa e Conde, enquanto o rio Graú separa Conde de Pitimbu. Outros rios que passam por Conde são Água Boa, Guriji e Garaú, bem como os riachos da Bica, Ipiranga, Estiva e Pau Ferro. O clima local, por sua vez, é o tropical chuvoso, tendo como principal período chuvoso os meses de abril a julho.
| Dados climatológicos para Conde       | Dados climatológicos para Conde | Dados climatológicos para Conde | Dados climatológicos para Conde | Dados climatológicos para Conde | Dados climatológicos para Conde | Dados climatológicos para Conde | Dados climatológicos para Conde | Dados climatológicos para Conde | Dados climatológicos para Conde | Dados climatológicos para Conde | Dados climatológicos para Conde | Dados climatológicos para Conde | Dados climatológicos para Conde |
| Mês                                   | Jan                             | Fev                             | Mar                             | Abr                             | Mai                             | Jun                             | Jul                             | Ago                             | Set                             | Out                             | Nov                             | Dez                             | Ano                             |
| ------------------------------------- | ------------------------------- | ------------------------------- | ------------------------------- | ------------------------------- | ------------------------------- | ------------------------------- | ------------------------------- | ------------------------------- | ------------------------------- | ------------------------------- | ------------------------------- | ------------------------------- | ------------------------------- |
| Precipitação (mm)                     | 76,7                            | 108,4                           | 163,4                           | 189,5                           | 243,2                           | 278,2                           | 227,1                           | 122,1                           | 69,8                            | 30,7                            | 25,8                            | 43,7                            | 1 578,5                         |
| Fonte: Atlas Pluviométrico da Paraíba |                                 |                                 |                                 |                                 |                                 |                                 |                                 |                                 |                                 |                                 |                                 |                                 |                                 |